# José de Anchieta Fontana
José de Anchieta Fontana (31 de desembre de 1940 - 9 de setembre de 1980) fou un futbolista brasiler.

## Selecció del Brasil
Va formar part de l'equip brasiler a la Copa del Món de 1970.